# Luca Ortino
Luca Ortino (Firenze, 20 luglio 1964) è uno scrittore di narrativa e saggistica italiano di fantascienza.

## Biografia
Ha collaborato in modo amatoriale con varie case editrici dagli anni Novanta e curato il primo volume nel 2011, Volterra in giallo e nero, per le Edizioni Della Vigna.  
Insieme a Gian Filippo Pizzo, Roberto Chiavini e Walter Catalano ha fatto parte dei collettivi Mellonta Tauta e Maelstrom con il quale ha curato, all'interno di due collane, opere di narrativa Pulp di genere fantastico, noir, horror e western per alcuni editori italiani. Nel 2023 è finalista al Premio Vegetti con tre libri. Insieme a Giorgio Sangiorgi, per Edizioni Scudo, realizza la rivista World Italia SF Magazine, bollettino ufficiale dell'associazione degli scrittori di fantascienza italiani dal nr. 1 del 2022, sono al momento usciti 9 numeri. Dipinge da sempre seguendo le orme del padre Michele Ortino.

## Opere

### Curatela di antologie
- Volterra in giallo e nero (con Pietro Gasparri), Edizioni Della Vigna, Arese, 2011;
- I sogni di Cartesio: storie fantastiche di filosofia (con Giuseppe Panella), Edizioni Della Vigna, Arese, 2013;
- Le Variazioni Gernsback: storie di fantamusica (con Walter Catalano e Gian Filippo Pizzo), Edizioni Della Vigna, Arese, 2015, ISBN 978-88-6276-134-5;
- Continuum Hopper: racconti fantastici sull'arte (con Roberto Chiavini e Gian Filippo Pizzo), Edizioni Della Vigna, Arese, 2016 (Premio Italia 2017 per la migliore antologia);
- Le Variazioni Gernsback (con Walter Catalano, Roberto Chiavini e Gian Filippo Pizzo), Urania (collana) n. 1643, Mondadori, Milano, 2017;
- Fantaetruria (con Gianfilippo Pizzo), Carmignani Editore, Pisa 2019 (Finalista Premio Vegetti 2020 )
- Gatti dall’Altrove (con Marina Alberghini), Mursia, Milano, 2022 (Finalista Premio Vegetti 2023)[5]

### Saggistica in volume
- Walter Catalano (a cura di), con interventi di Luca Ortino, Giuseppe Panella, Pasquale Pede, Leopoldo Santovincenzo, Guida alla narrativa noir, Odoya, Bologna, 2018;
- Andrea Vaccaro, Gian Filippo Pizzo e Walter Catalano (a cura di), Guida ai narratori del fantastico, Odoya, Bologna, 2018 (autore di cinque saggi)[senza fonte];
- Gruppo  Maelström (a cura di), Michele Tetro (a cura di), La Luna nell’immaginario, Odoya, Bologna, 2019 (autore di un saggio);[senza fonte]
- Luca Ortino, (a cura di), testi di Roberto Chiavini, Laura Dalfino, Alessandro Fambrini, Chiara Onniboni, Luca Ortino, Laura Rizzo, Chiara Selmi. Postfazione Loris Pinzani, Guida alla percezione del Tempo, Odoya, Bologna, 2019 (introduzione di Robert Silverberg – Finalista Premio Italia 2020[6]) (Vincitore premio Vegetti 2021[7])
- Davide Arecco, Guida alla percezione del Viaggio,[8] a cura di Luca Ortino, testi di Davide Arecco, Roberto Chiavini, Laura Dalfino, Gianfranco de Turris, Sebastiano Fusco, Chiara Onniboni, Luca Ortino, Odoya, Bologna, 2020 (introduzione di Robert Silverberg)[senza fonte].
- Luca Ortino, La Percezione del Clima, testi di Davide Arecco, Chiara Onniboni, Luca Ortino, Franco Piccinini, Odoya, 2021, introduzione di Robert Silverberg[9][10] – (Finalista Premio Vegetti 2023).
- Nuove Meraviglie dell'Impossibile, Jouvence, 2021 (curatore e autore di alcuni saggi)[11].
- Roberto Chiavini, Il Duello, testi di Andrea Angiolino, Davide Arecco, Roberto Azzara, Roberto Chiavini, Stefano Di Marino, Lucius Etruscus, Lorenzo Leoni, Luca Ortino, Luca Palmarini, Franco Piccinini, Luca Somigli, Roman Sosnowski, Michele Tetro, Odoya, Bologna, 2021.
- Davide Arecco, Roberto Chiavini, Luca Ortino, Gli Scrittori di Urania, Profondo Rosso, Roma, 2022 [12].

### Racconti
- Canto della notte di porpora in AA.VV. Volterra in giallo e nero, Edizioni Della Vigna, Arese, 2011;
- Sandra in AA.VV., Anelli intorno al Sole, Edizioni Della Vigna, Arese, 2017;
- L’omino del Sogno in AAVV. Fantaetruria, Carmignani Editore, Pisa 2019;
- Le sette mogli di Ilarius Pantemous in AAVV. Mogli pericolose, Watson, Roma 2019 (Vincitore del Premio Vegetti 2020[13]). Il racconto è stato ristampato anche su Mondi Paralleli, Il meglio della Fantascienza indipendente, Delos Books, Milano, 2020 a cura di Carmine Treanni[14].
- I nuovi mondi in AA.VV., L’alba dei miei compagni di viaggio, Edizioni Scudo, Bologna 2022.
- My Life in AA.VV., L’alba dei miei compagni di viaggio, Edizioni Scudo, Bologna 2022.
- Condominio Usher in AA.VV., Decameronvirus, Homo Scrivens, Napoli, 2022 (Finalista Premio Vegetti, 2023).
- Theophile Gattigher e l’oscuro specchio dei desideri in AA.VV., Gatti dall’Altrove, Mursia, Milano, 2022.
- Camera 22 in AA.VV., L'Anello, Scudo Edizioni, Bologna 2023.
- Forse domani a Venezia in AA.VV., Venezia Sci-Fi, Edizioni Scudo, Bologna, 2023.

### Saggi
- Cavalcare il tempo in Dimensione Cosmica nr. 10, Tabula Fati, Chieti 2020;
- Biblioteche e segreti iniziatici in Dimensione Cosmica nr. 9, Tabula Fati, Chieti 2020.
- La Direzione di Futuro e Orizzonti per Fanucci su: Il Viaggiatore Immobile, Solfanelli, Chieti, 2021[15].
- Gianni Montanari fra avanguardia e tradizione in Dimensione Cosmica 13, Tabula Fati, Chieti 2021
- Cibernetica e inquietudine in Dino Buzzati in Dimensione Cosmica 18, Tabula Fati,Chieti 2022
- Il senso del clima nella fantascienza in Delos Science Fiction 236, Delos, Milano, 2022
- Hollywood incontra la Climate Sf (con C.Treanni) in Delos Science Fiction 236, Delos, Milano, 2022